# Austrian International 1981
Die Austrian International 1981 als offene internationale Meisterschaften von Österreich im Badminton fanden vom 22. bis zum 24. Mai 1981 in Weiz statt.

## Sieger und Platzierte
| Disziplin    | Gold                           | Silber                             | Bronze                              |
| ------------ | ------------------------------ | ---------------------------------- | ----------------------------------- |
| Herreneinzel | Chen Changjie                  | Lex Coene                          | Anatoli Skripko                     |
| Herreneinzel | Chen Changjie                  | Lex Coene                          | György Vörös                        |
| Dameneinzel  | Chen Ruizhen                   | Bożena Wojtkowska                  | Hertha Obritzhauser                 |
| Dameneinzel  | Chen Ruizhen                   | Bożena Wojtkowska                  | Maria Bahryj                        |
| Herrendoppel | Viktor Samarin Leonid Pajkin   | Michal Malý Karel Lakomý           | Uun Santosa Guus van der Vlugt      |
| Herrendoppel | Viktor Samarin Leonid Pajkin   | Michal Malý Karel Lakomý           | Lex Coene Richard Pal               |
| Damendoppel  | Bożena Wojtkowska Ewa Rusznica | Alena Nejedlová Ingrid Wieltschnig | Erzsébet Németh Éva Varga           |
| Damendoppel  | Bożena Wojtkowska Ewa Rusznica | Alena Nejedlová Ingrid Wieltschnig | Renate Dietrich Hilde Kreulitsch    |
| Mixed        | Chen Changjie Chen Ruizhen     | Miroslav Šrámek Alena Nejedlová    | Kazimierz Ciuryś Bożena Wojtkowska  |
| Mixed        | Chen Changjie Chen Ruizhen     | Miroslav Šrámek Alena Nejedlová    | Alexander Almer Hertha Obritzhauser |

## Finalergebnisse
| Disziplin    | Sieger                         | Finalist                           | Ergebnis         |
| ------------ | ------------------------------ | ---------------------------------- | ---------------- |
| Herreneinzel | Chen Changjie                  | Lex Coene                          | 15:4, 15:4       |
| Dameneinzel  | Chen Ruizhen                   | Bożena Wojtkowska                  | 8:11, 11:0, 11:3 |
| Herrendoppel | Viktor Samarin Leonid Pajkin   | Michal Malý Karel Lakomý           | 15:12, 18:14     |
| Damendoppel  | Bożena Wojtkowska Ewa Rusznica | Alena Nejedlová Ingrid Wieltschnig | 15:8, 15:4       |
| Mixed        | Chen Changjie Chen Ruizhen     | Miroslav Šrámek Alena Nejedlová    | 15:10, 15:1      |